# The Edge of Destruction
A The Edge of Destruction (magyarul: A megsemmisülés szélén) a Doctor Who sorozat harmadik része. Az epizódot 1964. február 8-a és február 15-e között vetítették, két részben. Ebben a történetben csak a főszereplők jelentek meg. A történet arra is szolgál, hogy elvarrja a főhősökhöz kötődő cselekményszálakat. Valamint itt említik meg először, hogy a Tardis él.

## Történet
A TARDIS hibája miatt kisebb robbanás történik, s mindenki zavartan tér magához. Különös események veszik kezdetüket, amelynek forrása a Tardis maga – valamire fel akarja hívni a figyelmet a gépezet.

## Cselekmény

### 1. rész
A történet ott kezdődik ahol az előző rész végetért: A Doktor és a többiek elindították a Tardis-t, s mindenki összeesett.
Először Barbara ébredt fel. Majd Susan is, de szédülten, mikor ő is kezd magához térni. Majd felismeri Barbarát. Majd megtalálják a Doktort. Majd Barbara elküldi Susan-t vízért, s ekkora felébredt Ian is. Ekkor már Ian is észreveszi a Doktort. Eközben Susan megpróbál vizet öntetni a Tardis ételautomatájából, sikertelenül, mert nem tudott kiadni. Mikor Susan a tanárok elé ment elmondta, hogy nem sikerült, s a tanárok olyan dolgokat állítanak, amik számokra lehetséges, de a Tardis-ra nem jellemző. Ezután Ian ki akart menni az űrhajóból, de az ajtók visszazárnak, mikor a közelébe megy valaki. Susan a vezérlővel próbálkozik, de a megrázza, aki megérinti a konzolt, azt megrázza, s a lány elájult. Ian az ágyba viszi Susan-t, majd ő is az automatából ki akar venni vizet, s észreveszi, üres. Visszamegy a Susan-hoz, ekkor a lány meg akarja támadni a tanárt egy ollóval. A támadás gyenge volt, s ismét összeesett.
Barbarának sikerült felébreszteni a Doktort. A doki azt állítja, hogy a hajó valahol megállt, legalábbis lebeg, majd elmegy a műszerfalhoz. Ekkora Susan már felébredt, s visszaveszi az ollót. A Doktor odahívja a tanárokat a technikai falhoz. Barbara ránéz Susan-re, s öléssel gyanúsítja a tanárokat, mikor nem is akarnak. Majd mindenki a konzulnál gyülekezik. A Doktor és társai egy földi helynek hitt fényképet vesz észre a kijelzőn, majd az ajtó ismét játszadozik mindenkivel. Ezután egy bolygónak hitt kép jelenik meg a képernyőn. Majd a képernyő mutat valamilyen bolygót mutat, és folyamatosan távolodik, s végül egy nagy fény csillan fel. Ezután a Doktor őrületében a tanárokat azzal vádolja, hogy ők felelősek az egészért. Ebből olyan vita lett, hogy felsorolja az eddigi történteket Barbara. Ezután a tanárnő egy óra elé ment, s zavart éreznek. Annyira hogy a saját karórájukat is furcsállják, s eldobja.
Ezután a Doktor italt visz ki a tanároknak, hátha megnyugszanak. Ezután a doki mindenkit pihenésre hív. Miután a Doktor mindenki az ágyba vitt ellenőrzi, hogy minden rendben van-e. Mikor a konzulhoz ért valaki elkapja...

### 2. rész
... és aki elkapta, az nem volt más, mint Ian komában. Majd a tanár összeesett, s bejött Barbara. Később Susan is bejött. Később kiderül, hogy elveszítették az időt. Ezután ismét történet egy robbanás, s valamilyen szinten kezdődik minden elölről. A Doktor a végre gondol, holott nem is jön el. A tanárok már kezdenek valamit sejteni. Később ismét lejátszódik az a folyamat, hogy távolodnak egy bolygótól. Ekkor jön rá a Doktor, hogy a hajó nem akar elpusztulni, hanem valamire tényleg fel akarja hívni a figyelmet. Ezután "megtöri a negyedik falat" a nézőknek, hogy nekik elmagyarázza, hogy mi is történik valójában.
Miután vége a magyarázatnak visszatérnek a történetnek, s ekkor Ian megkérdi a Doktortól, hogy mit csinált a Tardis-szal. A Doktor szerint vissza akart menni Londonba, de túlságosan sokat mentek vissza. Ezután a doki Ian-nal megjavítja a vezérlőt. A siker után a Doktor elmondja Susan-ek, mi volt a Tardis baja. Ezután folytatódik az út.
A Doktor Tardisa leszállt egy bolygón, ahol hideg a levegő. Éppen ki szeretné hívatni Barbarát. Ezután mindenkit felöltöztetnek. Ekkor jött be Susan és megdobta hógolyóval Barbarát. Ezután a nők kimentek. Ian egy olyan kétszemélyes kabátot választott, amit a Doktor "Gilbert és Sullivan" boltjából szerzett. Kint a hölgyek valakinek a lábnyomát találták meg.

## Epizód lista
| Epizód címe            | Bemutató napja    | Hosszúsága | Nézők száma (millió) | Formátum  |
| ---------------------- | ----------------- | ---------- | -------------------- | --------- |
| A megsemmisülés szélén | 1964. február 8.  | 25:04      | 10,4                 | 16 mm t/r |
| A pusztulás határán    | 1964. február 15. | 22:11      | 9,9                  | 16 mm t/r |

## Alternatív címek
- Inside the Spaceship (magyarul: Bent az űrhajóban) David Whitaker használta.
- Beyond the Sun (magyarul: Túl a napon) a A Quick Guide to Dr. Who-ban használták.
- The Brink of Disaster (magyarul: A csapás határán) ideiglenesen elfogadták a történet címének.
- The Edge of Destruction (magyarul: A megsemmisülés szélén) 1976-tól alkalmazzák.

## Könyvkiadás
A könyvváltozatát 1988. október 20-án adta ki a Target könyvkiadó.

## Otthoni kiadás
- VHS-en 2000-ben adták ki a két levetíthetetlen pilot változattal együtt.
- DVD-n 2006 januárjában adták ki, a The Beginning nevű dobozban a An Unearthly Child és a The Daleks részekkel együtt.

## Forrásvideók
- 1. rész[halott link]
- 2. rész

### Fordítás
- Ez a szócikk részben vagy egészben  a   The Edge of Destruction című angol Wikipédia-szócikk fordításán alapul.  Az eredeti cikk szerkesztőit annak laptörténete sorolja fel. Ez a jelzés csupán a megfogalmazás eredetét és a szerzői jogokat jelzi, nem szolgál a cikkben szereplő információk forrásmegjelöléseként.